# Non-departmental public body
Un non-departmental public body (NDPB : « organisme public non ministériel », qui peut être aussi traduit dans un français plus courant par « établissement public ») est une administration indépendante (Quango) du gouvernement du Royaume-Uni.
Ils dépendent des différents départements ministériels britanniques, dont les ministres (secrétaires d'État) leur délèguent la gestion de certains domaines de leur département. Cependant, les ministres restent responsables devant le Parlement des activités des NDPB qui leur sont rattachés. 
Il existe quatre types de NDPB – exécutif, conseil, tribunal et comité – qui excluent les organismes publics (regroupés sous le nom de départements non-ministériels), comme les organismes du National Health Service (NHS) et les diffuseurs publics (BBC, Channel 4 et S4C).

## Liste des NDPB
En 2009 il existait près de 800 NDPB répertoriés.

## Classification dans la comptabilité nationale
Selon le Système européen de comptabilité (SEC.95) les NDPB sont regroupés sous le code S13112, mais l'autorité statistique du Royaume-Uni ne produit actuellement pas ce niveau de détail et les regroupent sous le code S1311 (Gouvernement Central).